# Check on It
«Check on It» (рус. Наблюдай за мной) — песня американской R&B певицы Бейонсе Ноулз при участии американского рэпера Slim Thug. Она была написана Ноулз, Kasseem «Swizz Beatz» Dean, Шоном Гарреттом, Анжелой Бейинсе и Стэйвом Томасом, и продюсированная Ноулз из Swizz Beatz для фильма 2006 года Розовая пантера, в котором снялась Ноулз. Хотя песня не вошла в саундтрек альбома, песня включена в альбом великих хитов Destiny's Child #1’s и была выбрана в неамериканские версии второго сольного студийного альбома Ноулз B'Day.

## Предпосылка
Ноулз сказала, что песня началась как шутка, и что название «Check on It» она и её менеджер использовали шутя, а потом уже решили сделать из этого песню.

## Релиз и отзывы
«Check on It» была выпущена её бывшей группой Destiny’s Child на альбоме #1’s'. Сначала не планировалось выпускать её синглом с альбома #1’s. Однако, у неё была высокая ротация на американских радиостанциях, чем у её первого сингла «Stand Up for Love». Благодаря этому, «Check on It» дебютировал в Billboard Hot 100 в конце 2005. Был сделан ремикс песни при участии Bun B.

## Появление в чарте
«Check on It» достиг первой строки в Billboard Hot 100 на 12 неделе в чарте, став для Ноулз третьим синглом номер один в качестве сольной артистки и первым у Slim Thug. Сингл оставался на первой строке 5 недель подряд, уравнявшись с синглом 2005 года «Bad Day» канадского певца Дэниела Паутера как самый долгоиграющий сингл номер один в 2006 году. Он был сертифицирован платиновым по данным RIAA за интернет-продажи в 800,000 цифровых копий. «Check on It» получил успех в различных чартах, достигнув вершины в Rhythmic Top 40 и Hot Dance Club Play и третьей строки в Hot R&B/Hip-Hop Songs. Он также достиг первой строки в Pop 100, став первым входом для Ноулз в чарт. Это была 8 самая проигрываемая песня в 2006 на радио, которую включали 290,231 раз.
Он стал пятым хитом топ-20 Ноулз в Канаде в конце2005, а в феврале 2006 песня поднялась до 20 строки в радиочарте Canadian BDS во второй раз. Песня достигла топ-5 в Норвегии и Нидерландах, топ-10 в Европе, Швейцарии, Австрии и Бразилии, и топ-20 в Германии и Швеции. В Великобритании песня дебютировала на 4 строке, поднявшись до 3 через неделю, продав 122,500 копий.

## Клип
Когда требования к песне возросли, Ноулз сняла видеоклип, который служил для продвижения #1’s и  Розовой пантеры . Видео было снято Хайпом Уильямсом, и вышло в свет 16 декабря 2005. В ремиксе песни в клипе присутствует ремикс на тему из «Розовой пантеры» и рэп от Bun B. «Check on It» выиграл 31 августа на 2006 MTV Video Music Award «Лучшее R&B Видео».
В видео присутствует розовая тема, чтобы соответствовать Розовой пантере. Ноулз показана по большей части в розовом, а танцоры одеты в курточки PVC и танцуют вокруг волнистой сатиновой ткани. В клипе Ноулз также сгибается вперед и прогибается назад. Далее видео переходит к Ноулз, одетой в боди в горошек напротив лиловой стены, обитой тканью в горошек, в парике и с розовой помадой. В полномасштабном размере 4:3 на экране можно увидеть как движется занавес на фоне. Это был тренд Хайпа Уильямса в том году.
Видео присутствует на лицензионном DVD фильма.

## Форматы и трек-листы
Ремиксы EP (feat. Bun B & Slim Thug)
1. «Check On It» (Альбомная версия) — 3:30
2. «Check On It» (Junior Vasquez Club Mix) — 8:31
3. «Check On It» (Maurice’s Nu Soul Mix) — 5:59
4. «Check On It» (King Klub Mix) — 6:48
5. «Check On It» (Bama Boyz Remix) — 3:54
6. «Check On It» (Видео) — 3:29

Американский сингл (feat. Voltio)
1. «Check On It» (Bama Boyz Reggaeton Remix) — 3:28
2. «Check On It» (Bama Boyz Reggaeton Remix Instrumental) — 3:28

Европейский сингл (feat. Slim Thug)
1. «Check On It» (Альбомная Версия) — 3:31
2. «Check On It» (Версия без рэпа) — 3:08

## Чарты
| Чарт (2006)                                | Наивысшая позиция |
| ------------------------------------------ | ----------------- |
| Austrian Singles Chart                     | 10                |
| Belgium UltraTop 50                        | 9                 |
| European Singles Chart                     | 6                 |
| Finnish Singles Chart                      | 6                 |
| French Singles Chart                       | 32                |
| German Singles Chart                       | 11                |
| Hungary (Rádiós Top 40)                    | 3                 |
| Irish Singles Chart                        | 2                 |
| Dutch Top 40                               | 5                 |
| New Zealand Singles Chart (RIANZ)          | 1                 |
| Norwegian Singles Chart                    | 3                 |
| Romanian Top 100                           | 2                 |
| Swedish Singles Chart                      | 11                |
| Swiss Singles Chart                        | 7                 |
| UK Singles Chart                           | 3                 |
| Американский Billboard Hot 100             | 1                 |
| Американский Billboard Pop 100             | 1                 |
| Американский Billboard Rhythmic Top 40     | 1                 |
| Американский Billboard Hot Dance Club Play | 1                 |

### Decade-end charts
| End of decade chart (2000—2009) | Позиция |
| ------------------------------- | ------- |
| Американский Billboard Hot 100  | 88      |